# NGC 94/2
NGC 94/2 је лентикуларна галаксија у сазвежђу Андромеда која се налази на NGC листи објеката дубоког неба.
Деклинација објекта је + 22° 28' 26" а ректасцензија 0h 22m 13,8s. Привидна величина (магнитуда) објекта NGC 94 износи 15,5 а фотографска магнитуда 16,5. NGC 942 је још познат и под ознакама NPM1G +22.0020, PGC 1670567.